# Лагоа-ду-Ору
Лагоа-ду-Ору (порт. Lagoa do Ouro) — муниципалитет в Бразилии, входит в штат Пернамбуку. Составная часть мезорегиона Сельскохозяйственный район штата Пернамбуку. Входит в экономико-статистический микрорегион Гараньюнс. Население составляет 10 977 человек на 2000 год. Занимает площадь 199 км². Плотность населения — 55,2 чел./км².
Праздник города — 25 марта.

## История
Город основан в 1958 году.

## Статистика
- Валовой внутренний продукт на 2004 год составляет 32 906 реалов (данные: Бразильский институт географии и статистики).
- Валовой внутренний продукт на душу населения на 2004 год составляет 3055 реалов (данные: Бразильский институт географии и статистики).
- Индекс развития человеческого потенциала на 2000 год составляет 0,569 (данные: Программа развития ООН).

## География
В соответствии с классификацией Кёппена, климат относится к категории As.